# Univerzita Martina Luthera

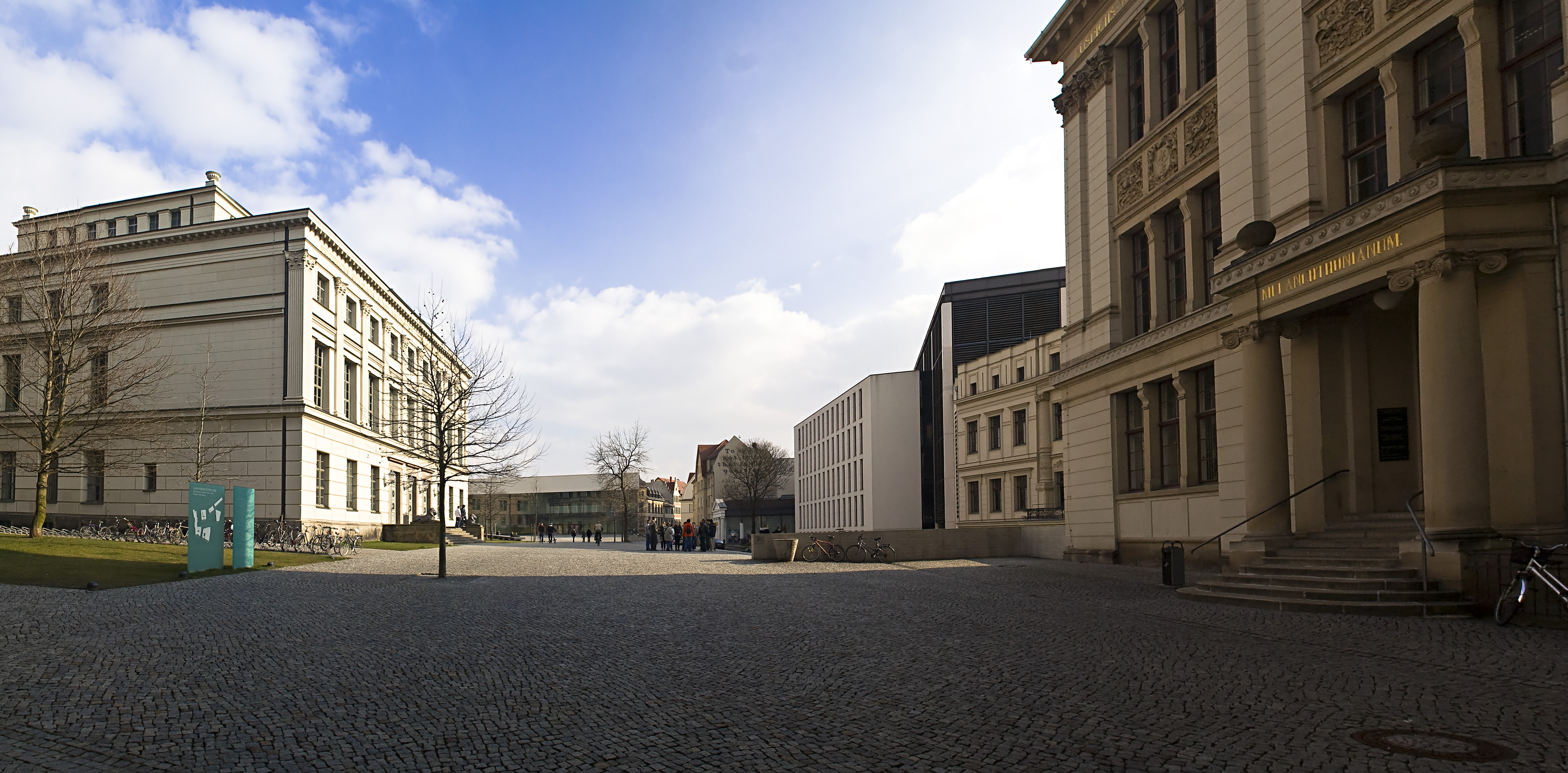
Nádvoří univerzity

Univerzita Martina Luthera (německy Martin-Luther-Universität, zkratka MLU, latinsky Universitas Fridericiana Halensis) je německá univerzita, sídlící ve městech Halle nad Sálou a Lutherstadt Wittenberg ve spolkové zemi Sasko-Anhaltsko. 

## Historie
Vznikla v roce 1817 spojením Univerzity ve Wittenbergu (původní název Leucorea), založené v roce 1502 Fridrichem III. Saským, a Univerzity v Halle, kterou založil v roce 1694 Fridrich I. Pruský. 
Logo univerzity tvoří pečeti obou původních škol, v roce 1933 byla pojmenována podle Martina Luthera, který ve Wittenbergu vyučoval. 
Univerzita patřila zpočátku k významným centrům protestantského pietismu, v 18. století na ní díky působení Christiana Wolffa a Christiana Thomasia převládlo osvícenství, patřila k prvním moderním univerzitám, na nichž se místo latiny vyučovalo v národním jazyce a kladl se důraz na racionální zkoumání světa.

## Charakter školy
Univerzita je veřejnou výzkumnou institucí a má 19 717 studentů (rok 2015). Spolupracuje s řadou světových vzdělávacích institucí, podílí se na rozvojovém programu OSN Global Compact, vydává odborný časopis Scientia Halensis.

### Fakulty
Na univerzitě jsou následující fakulty: 
- teologie
- práva a ekonomie
- medicíny
- tři filozofické
- tři přírodovědné

Ke škole navíc náleží Archeologické muzeum Robertinum, Botanická zahrada Halle, observatoř, univerzitní knihovna a školní orchestr Collegium Musicum. 

## Osobnosti
- Anton Wilhelm Amo
- Reinhold Baer
- Emil von Behring
- Dorothea Erxleben
- Hans-Dietrich Genscher
- Eduard Heine
- Gustav Ludwig Hertz
- Philipp Melanchthon
- George Müller
- Georg Joachim Rhaeticus
- Oswald Spengler
- Arnold Schering
- Andrej Sládkovič
- Oswald Spengler
- Paul Tillich
- Emil Utitz
- Johannes Wichelhaus
- Karl Ziegler